# Messerschmitt Bf 109Z
De Messerschmitt Bf 109Z is een jachtvliegtuig / bommenwerper ontworpen door de Duitse vliegtuigontwerper Messerschmitt.
In 1942 werden er door het Reichsluftfahrtministerium nieuwe richtlijnen uitgegeven voor de ontwikkeling van een nieuwe Zerstörer. In 1941 had het Reichsluftfahrtministerium al geprobeerd om via een richtlijn het ontwikkelwerk aan een groot aantal nieuwe projecten te beperken. Dit werd hoofdzakelijk uitgevoerd om de productielijnen van reeds bestaande toestellen niet te verstoren.
Om deze reden besloot men bij Messerschmitt om een project op te zetten waarin men gebruik ging maken van bestaande Bf 109 onderdelen. Deze zouden worden samengevoegd met een nieuw vleugelmiddenstuk en een aangepaste staartsectie. Het project stond bekend als de Bf 109Z “Zwilling” (tweeling).

## Prototype
Voor het prototype maakte men gebruik van twee Bf 109F-4 rompen en motoren. Het hoofdlandingsgestel werd meer naar buiten geplaatst voor meer stabiliteit. Hierdoor kreeg men ook de mogelijkheid voor het aanbrengen van een versterkt ophangpunt onder de romp. Alle twee de cockpitten bleven behouden en de piloot zat in de cockpit aan stuurboordzijde. Aan bakboordzijde werd er een extra brandstoftank geplaatst.
Er kon voor 90% gebruik worden gemaakt van Bf 109 onderdelen. Hierdoor werd het doel van het niet verstoren van de bestaande productielijn bijna volledig bereikt. De enige onderdelen die nieuw moeten worden vervaardigd waren de nieuwe vleugel en staartsectie, de ophangpunten voor het landingsgestel, de grotere wielen, de extra brandstoftank en een aantal kleine onderdelen. Dit had echter geen grote invloed op de productielijn.
Het prototype was tegen het begin van 1943 gereed. Het was opgebouwd uit twee rompen van de Bf 109F-4. De motoren waren twee Daimler-Benz DB601E-1 lijnmotoren. Het toestel werd niet van enige bewapening voorzien.
Het toestel werd echter zwaar beschadigd tijdens een bombardement op het Messerschmitt testcentrum. De aangebrachte schade was te groot om te worden herstellen.
Het project werd in 1944 stopgezet.

## Uitvoeringen
Er werden verschillende uitvoeringen gepland.

### Me 109Z-2
Dit was een bommenwerperuitvoering. Het bestond uit twee Bf 109G-6 rompen. De bewapening was opgebouwd uit twee 30 mm MK108 en twee 30 mm MK103 kanonnen. Er kon een 500 kg bom worden vervoerd. Er werd gebruikgemaakt van twee Daimler-Benz DB605A-1 lijnmotoren.

### Me 109Z-3
Dit werd een Zerstöreruitvoering. Men maakte hier gebruik van twee Bf 109H-2 rompen. De bewapening bestond uit vier 30 mm MK108 kanonnen en een 30 mm MK103 kanon. Er kon ook een 500 kg bom worden vervoerd. De motoren waren dit keer twee Junkers Jumo 213E lijnmotoren.

### Me 109Z-4
Dit was weer een bommenwerperuitvoering. Ook hier maakte men gebruik van twee Bf 109H-2 rompen. De bewapening was opgebouwd uit twee 30 mm MK108 kanonnen en er was de mogelijkheid voor het vervoeren van twee 1.000 kg bommen. De motoren waren ook deze keer twee Junkers Jumo 213E lijnmotoren.
Vooroorlogse ontwerpen:
S 7 ·
S 8 ·
S 9 ·
S 10 ·
S 13 ·
S 14 ·
S 15 ·
S 16 ·
M 17 ·
M 18 ·
M 19 ·
M 20 ·
M 21 ·
M 22 ·
M 23 ·
M 24 ·
M 25 ·
M 26 ·
M 27 ·
M 28 ·
M 29 ·
M 30 ·
M 31 ·
M 33 ·
M 35 ·
M 36 · 
M 37
Ontwerpen 1933-1945:
Bf 108 · 
Bf 109 ·
Bf 109TL ·
Bf 109Z ·
Bf 110 ·
Bf 161 ·
Bf 162 ·
Me 163 · 
Me 209 ·
Me 210 ·
Me 261 ·
Me 262 · 
Me 263 ·
Me 264 · 
Me 265 · 
Me 290 · 
Me 309 ·
Me 309Z ·
Me 321 · 
Me 323 · 
Me 328 · 
Me 334 ·
Me 410 · 
Me 509 · 
Projecten tot 1945:
P.1051 ·
P.1062 ·
P.1065 ·
P.1070 ·
P.1073 ·
P.1092 ·
P.1095 ·
P.1099 ·
P.1100 ·
P.1101 ·
P.1102 ·
P.1103 ·
P.1104 ·
P.1106 ·
P.1107 ·
P.1108 ·
P.1109 ·
P.1110 ·
P.1111 ·
P.1112
Libelle ·
Schwalbe ·
Wespe ·
P.08.01 ·
Zerstörer Project II
Overig:
C-44